# Isaak Brodski
Isaak Izrailewicz Brodski (ros. Исаак Израилевич Бродский, ur. 25 grudnia 1883?/6 stycznia 1884 w Zofiówce koło Berdiańska na Ukrainie, zm. 14 sierpnia 1939 w Leningradzie) – rosyjski malarz żydowskiego pochodzenia, przedstawiciel socrealizmu w sztuce.

## Życiorys
Studiował w Akademii Sztuk Pięknych w Odessie oraz Cesarskiej Akademii Sztuk Pięknych w Petersburgu. Przyjaźnił się z Riepinem, był kolekcjonerem ówczesnej sztuki rosyjskiej. Po śmierci artysty jego prywatny apartament w Petersburgu wraz ze zbiorami przekształcono w narodowe muzeum poświęcone pamięci Brodskiego.
Był oddanym portrecistą Lenina, w swych obrazach ukazywał wyidealizowane, heroiczne momenty z historii Rosji, między innymi wojny domowej oraz rewolucji październikowej. W 1934 roku został odznaczony Orderem Lenina.

## Wybrane dzieła

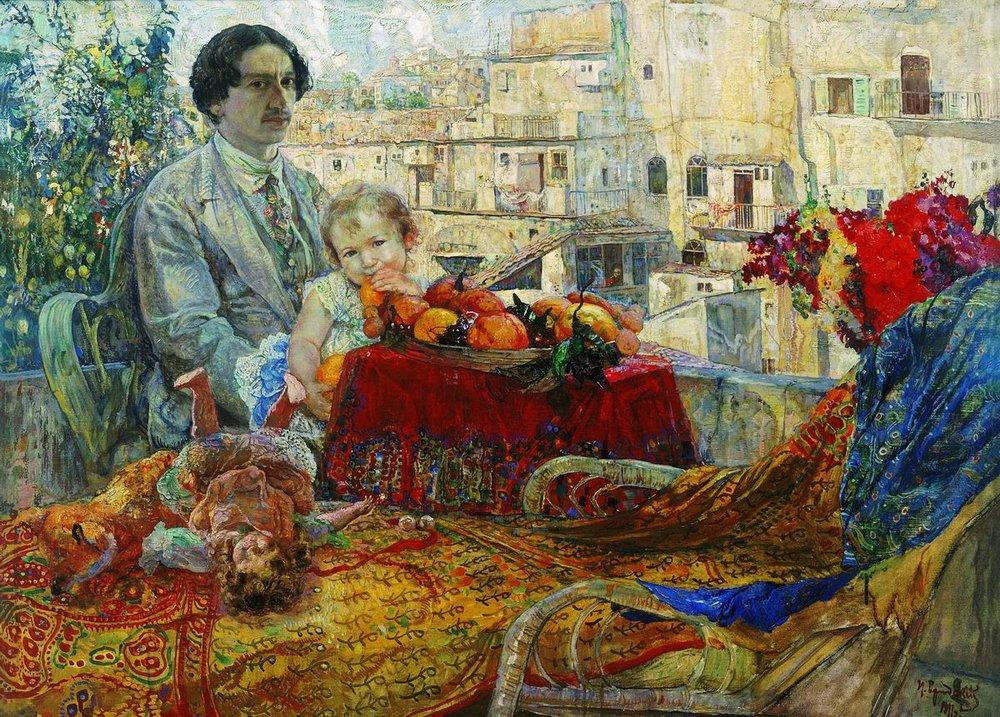
Autoportret z córką, 1911
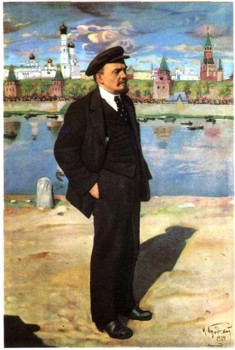
Portret Lenina, 1924
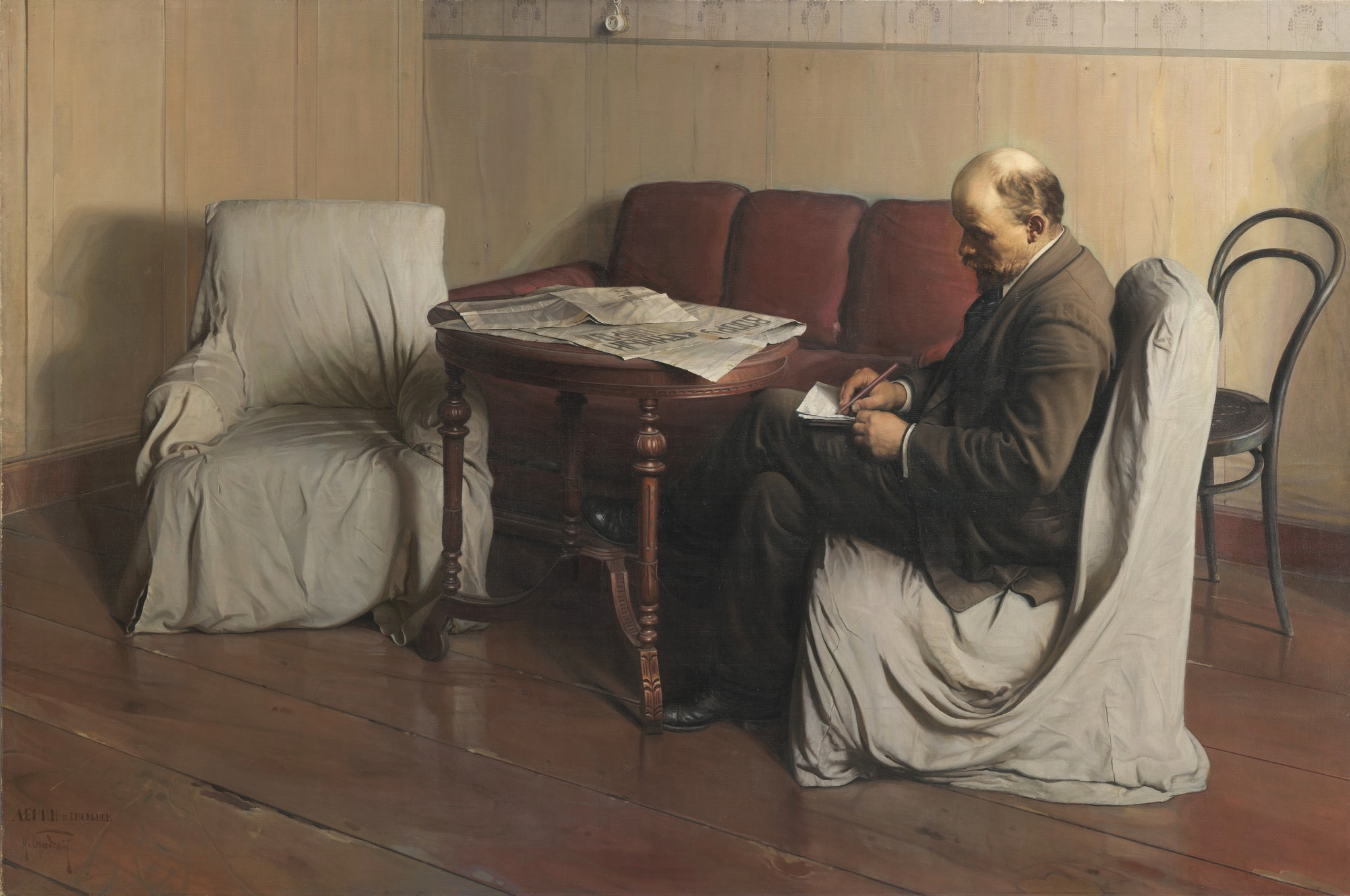
Lenin w Smolnym, 1930
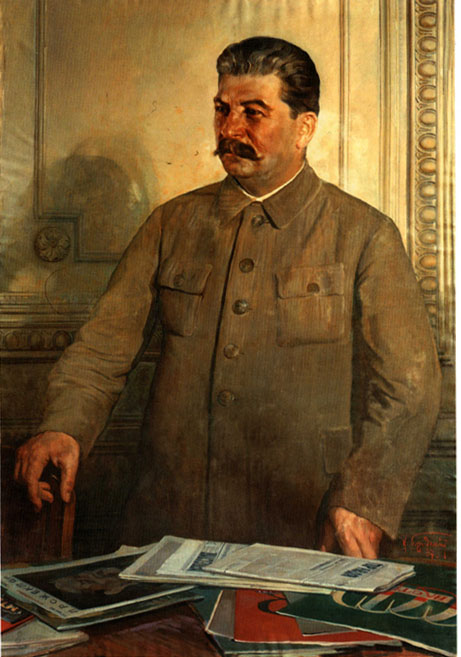
Portret Stalina, 1937